# Bierum
Bierum (en groningois : Baaierm) est un village de la commune néerlandaise de Delfzijl, situé dans la province de Groningue. 

## Géographie
Le village est situé à 5 km au nord de Delfzijl et à 27 km au nord-est de Groningue. 

## Histoire
L’ancienne commune de Bierum a fusionné avec Delfzijl en 1990. En plus du village de Bierum, la commune était composée des villages de Godlinze, Losdorp, Holwierde, Krewerd et Spijk, 

## Culture et patrimoine
Le village possède une église romano-gothique dédiée à saint Sébastien.

## Démographie
Le 1er janvier 2019, le village comptait 580 habitants.